# Rubeniden

Flagge Kleinarmeniens unter den Rubeniden

Die Rubeniden oder Rupeniden waren die Fürsten, von 1199 bis 1342 die Könige von Kleinarmenien. Die Dynastie wurde von Ruben, der sich ca. 1080 im östlichen Taurus ansiedelte, gegründet. In einem Bündnis mit Philaretos Brachamios konnte sich Ruben von seiner Burg Kosidar im südlichen Taurus aus in die kilikische Ebene ausbreiten.

## Geschichte der Dynastie
Die Familie wird das erste Mal in der Regierungszeit von Basileios II. erwähnt, als nach dem Historiker Johannes Skylitzes ein Rubenide die Bulgaren hinderte, durch die Thermophylen nach Griechenland vorzudringen. Ein anderes Familienmitglied heiratete in die Familie Dermokaites ein, die im Osten des Reiches sehr einflussreich war. Spätestens seit 1030 hingen sie dem orthodoxen Glauben an. Lediglich die Wahl der Vornamen, eine Vorliebe für Konstantin (Kostendin), Leo (Lewon) und Theodor (T'odor), zeigt die armenischen Wurzeln (Cheynier 1996, 75).
Die Quellen sind sich über die ursprüngliche Stellung Rubens nicht einig. Nach Matthias von Edessa diente Ruben in der Leibwache des Ex-Königs Gagik II. Nach dessen Tod 1079–1080 in Kybistra, den er blutig rächte, eroberte er ein Territorium im Taurusgebirge. Nach dem generell zuverlässigeren Michael dem Syrer hingegen war Ruben ein Leutnant von Philaretos Brachamios, der ihn zum Gouverneur von Kilikien ernannte. Cheynier spricht von einer Re-Armenisierung nach der Ansiedlung im Anti-Taurus. Nachdem sich die Rubeniden im 12. Jh. im Aufstand gegen Byzanz befanden, war diese Ursprungsgeschichte nicht mehr opportun, und sie versuchten, sich durch ein Vasallen- oder Verwandtschaftsverhältnis zu den Bagratiden zu legitimieren. Nach Smbat Sparapet, Vardan Arewelcʿi (Kompilation, 65) und der armenischen Version der Weltchronik Michaels war er adelig, nach Michael stammte er von den Bagratiden und Artsruni ab, nach Kirakos von „Gagik von Artsruni“.
Noch im 12. Jahrhundert führten die Rubeniden offizielle byzantinische Hoftitel, auch wenn sie sich im offenen Aufstand gegen den jeweiligen Kaiser befanden.
Die großen Rivalen der Rubeniden waren die Hethumiden, Nachfahren des armenischen Adligen Oschin, die sich in Lambron niedergelassen hatten.

## Liste der rubenidischen Herrscher
- Ruben, Herr vom Berge 1080–1092.

Stammtafel der Rubeniden, Auszug

- Konstantin I. Herr vom Berge 1092–1100
- Thoros I. Herr vom Berge 1100–1129
- Leon I., Herr vom Berge 1129–1139 ⚭ Beatrice von Bourg-Rethel
- Thoros II. (1120–1169), Herr vom Berge 1145–1169 ⚭ Isabella von Courtenay von Edessa
- Mleh, Herr vom Berge 1170–1175
- Ruben III. (1145–1182), Herr vom Berge 1175–1182
- Leon II. (1150–1219), Herr vom Berge ab 1189, als Leon I. König von Kleinarmenien 1199–1219
- Zabel (Isabella) ⚭ Philipp von Antiochia, ⚭ Hayton von Lambron, 1226–1269.

1226 fiel die Herrschaft über Kleinarmenien mit der Heirat von Zabel mit Hayton I. an die Hethumiden.